# Tadeusz Około-Kułak
Tadeusz Około-Kułak (ur. 15 maja 1904 w Strzegocinie, zm. 5 sierpnia 1933 w Warszawie) – polski ziemianin, podporucznik kawalerii Wojska Polskiego II RP, uczestnik wojny polsko-bolszewickiej, kawaler Orderu Virtuti Militari.

## Życiorys
Urodził się 15 maja 1904 w majątku Strzegocin, w ówczesnym powiecie łęczyckim guberni kaliskiej, w rodzinie ziemiańskiej Kazimierza i Janiny z Góreckich. W 1915 rozpoczął naukę w szkole średniej.
Od 25 lipca 1920 ochotnik w szeregach Wojska Polskiego. W składzie 4. szwadronu 203 pułku ułanów walczył na froncie wojny polsko-bolszewickiej. Szczególnie odznaczył się 18 sierpnia 1920 w walce pod wsią Rumoka „widząc pozostawionego na pobojowisku rannego rotmistrza Wielozierskiego, pod krzyżowym ogniem ckm wyniósł go, ratując mu życie. W opinii przełożonych: wyjątkowo odważny, wybitnie odważny”. Za tę postawę został odznaczony Orderem Virtuti Militari. 14 października 1920 został zwolniony z wojska.
W 1922 zdał maturę w Gimnazjum Państwowym we Włocławku, następnie ukończył Wyższą Szkołę Handlową i rozpoczął studia na Uniwersytecie Poznańskim. Był filistrem korporacji Jagiellonia. Od 20 września 1926 do 24 kwietnia 1927 odbył służbę w Szkole Podchorążych Rezerwy Kawalerii w Grudziądzu. Po zakończeniu szkolenia, w stopniu tytularnego plutonowego podchorążego, został skierowany do 24 pułku ułanów w Kraśniku w celu odbycia pierwszych ćwiczeń. Później został awansowany na wachmistrza podchorążego. Od 1 sierpnia 1927 odbywał praktykę w majątku Mchowo. 12 grudnia 1927 objął gospodarstwo rolne w swoim majątku Strzegocin. 19 listopada 1930 Prezydent RP mianował go podporucznikiem ze starszeństwem z dniem 1 stycznia 1930 i 7. lokatą w korpusie oficerów rezerwy kawalerii, a minister spraw wojskowych wcielił do 4 pułku strzelców konnych w Płocku. W 1933 został powołany na kolejne ćwiczenia w rezerwie, w macierzystym pułku. W trakcie ćwiczeń wziął udział w konkursie jeździeckim. Podczas konkursu uległ wypadkowi. Zmarł 5 sierpnia 1933 w Warszawie „po długich i ciężkich cierpieniach”, w wyniku powikłań pourazowych. Trzy dni później został pochowany w grobie rodzinnym na cmentarzu w Strzegocinie.
Był żonaty z Jadwigą z Nowakowskich, z którą miał troję dzieci: Jana Tadeusza (1929–2005), architekta, Andrzeja Tadeusza (ur. 1930) i Annę Marię (ur. 1932).

## Ordery i odznaczenia
- Krzyż Srebrny Orderu Wojskowego Virtuti Militari nr 2773 – 29 października 1921[10][1][2][11]
- Medal Pamiątkowy za Wojnę 1918–1921 – 1931[12][2]